# Chahsavar (яхта)
Chahsavar (с 1979 года название изменено на «Hamzeh») — королевская яхта, построенная для Шаха Ирана.

## История службы в качестве яхты шаха
Была построена голландской верфью Beeles Scheepwerven. В 1936 году прибыла на Каспий по советским внутренним водным путям. Со времени ввода в эксплуатацию и по настоящее время является крупнейшим кораблём ВМС Ирана на Каспийском море. Вооружение осталось очень скромным из 2×37 мм пушек. После вторжения войск СССР в северный Иран — «Операция „Согласие“» в отличие от других кораблей флота из уважения к персоне шаха Реза Пехлеви не была реквизирована, до 1946 года находилась на приколе в Бандар-Пехлеви.

## В составе флота исламской республики
После Исламской революции 1979 года переименована в «Hamzeh» и в 1993 году переоборудована в учебный и патрульный корабль. Вооружение составило 20 мм АУ и 2×12.7 мм пулемёта. В 2000 году была дополнительно оснащена четырьмя противокорабельными ракетами китайского производства С-802. В ВМС Ирана официально числится корветом.